# Сан-Хуан-дель-Сесар
Сан-Хуан-дель-Сесар (исп. San Juan del Cesar) — город и муниципалитет на северо-востоке Колумбии, на территории департамента Гуахира.

## История
Сан-Хуан-дель-Сесар был основан 24 июня 1701 года.

## Географическое положение

Муниципалитет Сан-Хуан-дель-Сесар

Город расположен в юго-западной части департамента, на правом берегу реки Сесар, на расстоянии приблизительно 670 километров к северо-северо-востоку (NNE) от столицы страны Боготы. Абсолютная высота — 245 метров над уровнем моря.

Площадь муниципалитета составляет 1415 км².

## Население
По данным Национального административного департамента статистики Колумбии, совокупная численность населения города и муниципалитета в 2012 году составляла 35 972 человек.
Динамика численности населения города по годам:
| 2005   | 2006   | 2007   | 2008   | 2009   | 2010   | 2011   | 2012   |
| ------ | ------ | ------ | ------ | ------ | ------ | ------ | ------ |
| 33 654 | 33 913 | 34 195 | 34 502 | 34 834 | 35 189 | 35 568 | 35 972 |

Согласно данным переписи 2005 года мужчины составляли 49,5 % от населения города, женщины — соответственно 50,5 %. В расовом отношении белые и метисы составляли 75,5 % от населения города; индейцы — 13,5 %; негры, мулаты и райсальцы — 11 %.
Уровень грамотности среди всего населения составлял 87,3 %.

## Экономика
61,2 % от общего числа городских и муниципальных предприятий составляют предприятия торговой сферы, 33 % — предприятия сферы обслуживания, 5 % — промышленные предприятия, 0,8 % — предприятия иных отраслей экономики.